# Lycée Carnot
El Lycée Saint-Louis es una escuela secundaria y técnica pública ubicada en Bulevar Malesherbes en el distrito 17, París, Francia. El Lycée Carnot fue fundado en 1869, inicialmente se llamó École Monge y pasó a llamarse en 1895.
El Lycée ha servido como lugar de rodaje de muchas películas y, a menudo, alberga desfiles de moda durante la Semana de la Moda de París. El corazón del edificio es una gran sala de 80 por 30 metros con un techo de vidrio montado sobre una estructura de metal diseñada por Gustave Eiffel.

## Exalumnos célebres
- Jean-Pierre Bacri, un actor y guionista francés que a menudo trabajó en colaboración con Agnès Jaoui
- Thomas Bangalter, un DJ y productor francés
- Guy-Manuel de Homem-Christo, un DJ y productor francés que colaboró con Bangalter para crear el dúo Daft Punk
- Jorge Chávez, un aviador francés de ascendencia peruana
- Dominique Strauss-Kahn, un político francés de origen judío